# Zdeněk Trávníček
Zdeněk Trávníček (* 6. května 1925, Brno) je bývalý český profesionální hokejista.

## Hráčská kariéra
- 1949–1950 - ZSJ Zbrojovka Brno Židenice
- 1950–1951 - ZSJ Zbrojovka Brno Židenice
- 1951–1952 - ZSJ Zbrojovka Brno Židenice
- 1952–1953 - ZSJ Zbrojovka Brno Židenice
- 1953–1954 - Rudá hvězda Brno
- 1954–1955 - Rudá hvězda Brno
- 1955–1956 - Rudá hvězda Brno
- 1956–1957 - Rudá hvězda Brno
- 1957–1958 - Rudá hvězda Brno
- 1958–1959 - Rudá hvězda Brno